# Audi A1
Audi A1 er en minibil fra tyske Audi, som i 2010 afløste den i 2005 udgåede Audi A2.
Den er baseret på platformen fra søstermodellerne SEAT Ibiza, Škoda Fabia, Škoda Roomster og Volkswagen Polo V.
Audi A1 findes i versioner med tre eller fem døre. Bagagerummet kan rumme 270 liter

## Motorer

### Benzin
- 1.2 TFSI: 1,2 L (1197 cm³), 63 kW (86 hk), 165 Nm
- 1.4 TFSI: 1,4 L (1390 cm³), 90 kW (122 hk), 200 Nm

### Diesel
- 1.6 TDI: 1,6 L (1598 cm³), 66 kW (90 hk), 230 Nm
- 1.6 TDI: 1,6 L (1598 cm³), 77 kW (105 hk), 250 Nm